# Liga a IV-a Arad
Liga a IV-a Arad este principala competiție fotbalistică din județul Arad, organizată de Asociația Județeană de Fotbal (AJF) Arad, situată în al patrulea eșalon al sistemului de ligi al fotbalului românesc.
Competiția este disputată de un număr variabil de echipe, în funcție de numărul echipelor retrogradate din Liga a III-a, al celor promovate din Liga a V-a Arad, precum și al echipelor care se retrag sau se înscriu în competiție. Campioana poate sau nu să promoveze în Liga a III-a, în funcție de rezultatul barajului de promovare disputat împotriva campioanei dintr-o serie județeană vecină.

## Istoric
În 1968, în urma noii reorganizări administrative și teritoriale a țării, fiecare județ a înființat propriul campionat de fotbal, integrând echipele din fostele campionate regionale, precum și echipele care evoluau anterior în competițiile orășenești și raionale. Proaspăt înființatul Campionat Județean Arad a fost pus sub autoritatea nou-înființatului Consiliu Județean pentru Educație Fizică și Sport (CJEFS) Arad.
De atunci, organizarea și structura principalei competiții din Arad, la fel ca și cele ale altor campionate județene, au suferit numeroase modificări. Între 1968 și 1992, competiția a fost cunoscută sub denumirea Campionatul Județean. În 1992 a fost redenumită Divizia C – Faza Județeană, din 1997 s-a numit Divizia D, iar din 2006 poartă numele Liga a IV-a.

## Lista campioanelor

### Campionatul Regional Arad
| Ed. | Sezon | Campioană          |
| --- | ----- | ------------------ |
| 1   | 1951  | Constructorul Arad |
| 2   | 1952  | Metalul AMEFA Arad |
| 3   | 1953  | Constructorul Arad |
| 4   | 1954  | Metalul AMEFA Arad |
| 5   | 1955  | Constructorul Arad |
| 6   | 1956  |                    |

### Campionatul Județean Arad
| Ed.                  | Sezon                | Campioană              |
| Campionatul Județean | Campionatul Județean | Campionatul Județean   |
| -------------------- | -------------------- | ---------------------- |
| 1                    | 1968–69              | Teba Arad              |
| 2                    | 1969–70              | Gloria Arad            |
| 3                    | 1970–71              | Gloria Arad            |
| 4                    | 1971–72              | Constructorul Arad     |
| 5                    | 1972–73              | Crișana Sebiș          |
| 6                    | 1973–74              | Gloria Ineu            |
| 7                    | 1974–75              | Gloria Arad            |
| 8                    | 1975–76              | Șoimii Lipova          |
| 9                    | 1976–77              | Libertatea Arad        |
| 10                   | 1977–78              | Victoria Ineu          |
| 11                   | 1978–79              | Gloria Ineu            |
| 12                   | 1979–80              | Șoimii Lipova          |
| 13                   | 1980–81              | Chimia Arad            |
| 14                   | 1981–82              | Frontiera Curtici      |
| 15                   | 1982–83              | Chimia Arad            |
| 16                   | 1983–84              | Motorul Arad           |
| 17                   | 1984–85              | Strungul Chișineu-Criș |
| 18                   | 1985–86              | CFR Arad               |
| 19                   | 1986–87              | Motorul IMA Arad       |
| 20                   | 1987–88              | Petrolul Zădăreni      |
| 21                   | 1988–89              | CS Ineu                |
| 22                   | 1989–90              | CFR Arad               |
| 23                   | 1990–91              | CPL Arad               |
| 24                   | 1991–92              | Șoimii Pâncota         |

| Ed.                        | Sezon                      | Campioană                  |
| Divizia C – Faza Județeană | Divizia C – Faza Județeană | Divizia C – Faza Județeană |
| -------------------------- | -------------------------- | -------------------------- |
| 25                         | 1992–93                    | CPL Arad                   |
| 26                         | 1993–94                    | West Petrom Pecica         |
| 27                         | 1994–95                    | Telecom Arad               |
| 28                         | 1995–96                    | CPL Arad                   |
| 29                         | 1996–97                    | Indagrara Arad             |
| Divizia D                  |                            |                            |
| 30                         | 1997–98                    | Șoimii Pâncota             |
| 31                         | 1998–99                    | Universitatea Arad         |
| 32                         | 1999–00                    | Motorul Astra Arad         |
| 33                         | 2000–01                    | Tricotaje Ineu             |
| 34                         | 2001–02                    | Frontiera Curtici          |
| 35                         | 2002–03                    | Șiriana Șiria              |
| 36                         | 2003–04                    | Victoria Nădlac            |
| 37                         | 2004–05                    | Gloria CTP Arad            |
| 38                         | 2005–06                    | Voința Macea               |
| Liga a IV-a                |                            |                            |
| 39                         | 2006–07                    | CNM Pâncota                |
| 40                         | 2007–08                    | Național Sebiș             |
| 41                         | 2008–09                    | Partizan Satu Mare         |
| 42                         | 2009–10                    | Frontiera Curtici          |
| 43                         | 2010–11                    | CS Vladimirescu            |
| 44                         | 2011–12                    | Șoimii Pâncota             |
| 45                         | 2012–13                    | CS Ineu                    |
| 46                         | 2013–14                    | UTA Bătrâna Doamnă         |

| Ed. | Sezon   | Campioană                |
| --- | ------- | ------------------------ |
| 47  | 2014–15 | Progresul Pecica         |
| 48  | 2015–16 | Gloria Lunca-Teuz Cermei |
| 49  | 2016–17 | Șoimii Lipova            |
| 50  | 2017–18 | Crișul Chișineu-Criș     |
| 51  | 2018–19 | Progresul Pecica         |
| 52  | 2019–20 | Victoria Zăbrani         |
| 53  | 2020–21 | Frontiera Curtici        |
| 54  | 2021–22 | ACB Ineu                 |
| 55  | 2022–23 | ACS Socodor              |
| 56  | 2023–24 | Viitorul Arad            |
| 57  | 2024–25 | Unirea Sântana           |